# Bo Rydstedt
Bo Rydstedt, född 23 januari 1915 i Leksand, död 11 juni 2001, var en svensk jurist som var lagman i Lindesbergs tingsrätt från 1971 till 1980.
Rydstedt blev juris kandidat 1938 och genomförde tingstjänstgöring 1938–1942 innan han var fiskal vid hovrätten för Övre Norrland 1943, där han 1953 blev hovrättsråd. Han var häradshövding i Lindes och Nora domsaga 1964–1970 och var lagman i Lindesbergs tingsrätt 1971–1980.
Rydstedt var son till apotekare Axel Rydstedt och han maka Helny, född Ekelund. Han var gift från 1940 med Maud, gymnastikdirektör, född Axelson 1914. De hade sonen lagman Bo Rydstedt.